# سیارک ۷۴۸۷
سیارک ۷۴۸۷ (به انگلیسی: 7487 Toshitanaka، نامگذاری:1994YM) هفت هزار و چهارصد و هشتاد و هفتمین سیارک کشف شده‌است که در ۲۸ دسامبر ۱۹۹۴ کشف شد.